# Erwin Schönborn
Erwin Schönborn (* 8. Oktober 1914 in Sohlen; † 1989) war ein deutscher Verleger, der als Neonazi, Geschichtsrevisionist und Holocaustleugner bekannt wurde.

## Leben
Schönborn wurde als Sohn eines Lehrers geboren und stammte aus der Gegend von Magdeburg. Nach dem Abitur an einem Reform-Realgymnasium trat er 1935 dem Reichsarbeitsdienst (RAD) bei. Von 1935 bis 1939 war er Oberfeldmeister im RAD und Adjutant beim Generalarbeitsführer des Gaus Franken. Ab 1939 wurde Schönborn von der Wehrmacht eingezogen und nach Einsätzen an verschiedenen Fronten im Osten geriet er in Kriegsgefangenschaft. Während der mehrjährige Internierung in einem amerikanischen Lager, eignete er sich Fremdsprachenkenntnisse wie Englisch an. Aufgrund dieser Erfahrung bezeichnete er sich später als „examinierter Dolmetscher“.

### Politische Aktivitäten
In West-Berlin wurde Schönborn bald politisch tätig. Das begann spätestens 1951 mit der Gründung der „Gesellschaft zur Förderung des antisemitischen Films Unsterbliche Geliebte“ von Veit Harlan. Harlan hatte während der NS-Zeit mehrere Propagandafilme, darunter den stark antisemitischen Film Jud Süß gedreht. Aufgrund dessen kam es, als Harlan nun das erste Mal nach dem Krieg wieder als Regisseur aktiv wurde, zu Protesten und Boykott aufrufen.
1952 gründete Schönborn die Arbeitsgemeinschaft Nation Europa (ANE) und erklärte, wenn Adolf Hitler „in widerwärtiger Weise mit Schmutz beworfen“ werde, sei es „unser Recht und unsere Verpflichtung“, dessen Ruf zu verteidigen. Die Arbeitsgemeinschaft wurde am 29. Januar 1953 verboten und Schönborn zu fünf Monaten Haft verurteilt. Auch die von Schönborn gegründete Deutsche Freiheitspartei wurde 1954 aufgelöst. Daneben erfolgten weitere Vereins- und Bündnisgründungen, hinter denen sich meist nur wenige Personen verbargen und die weitgehend wirkungslos blieben. 1956 gründete Schönborn die Deutsch-Arabische Gemeinschaft, die antisemitische Bewegungen im Nahen Osten unterstützte. Im selben Jahr versuchte er, in West-Berlin einen Landesverband der Deutschen Gemeinschaft (DG) aufzubauen, trat aber im Streit aus dieser Partei aus. Darüber hinaus kooperierte Schönborn in Berlin zum Zwecke eines Zusammengehens nationalistischer Kräfte jahrelang mit Gerhard Opitz von der DG und Iwan Jungbluth von der Deutschen Reichspartei. Bis 1967 gründete Schönborn acht erfolglose politische Kleingruppen und saß drei Haftstrafen wegen Verherrlichung Hitlers sowie wegen Beleidigung Erich Ollenhauers und Eugen Gerstenmaiers ab.
1975 gehörte Schönborn zu den Begründern des Kampfbunds Deutscher Soldaten (KDS), der propagandistisch vor allem die Leugnung von NS-Verbrechen betrieb. Er bezeichnete sich dabei selbst als „deutscher Reichsverweser“. Auf Grund der Inhalte der Vereinszeitschrift wurde Schönborn 1979 wegen Beleidigung, übler Nachrede und Nötigung zu 18 Monaten Haft verurteilt. Vom Vorwurf der Volksverhetzung wurde er freigesprochen.
1976 löste Schönborn den von ihm betriebenen Bierbaum-Verlag auf und stieg mit Udo Walendy in den Verlag für Volkstum und Zeitgeschichte in Vlotho ein. Ein für 1977 von Schönborn mit Thies Christophersen und Klaus Huscher geplanter „Auschwitz-Kongress“ wurde gerichtlich verboten. In Anlehnung an sein 1953 verbotenes Bündnis gründete Schönborn die Aktionsgemeinschaft Nationales Europa als „Sammlungsbewegung aller nationalen und konstruktiven Kräfte“.

### Holocaustleugnung
1976 veröffentlichte Schönborn das Pamphlet Unser Kampf gegen die größte Lüge der Weltgeschichte, in dem er behauptete, der Holocaust sei eine Erfindung, die dazu diene, „die Idee des Nationalsozialismus auf ewig in Verruf zu bringen“. Er verbreitete, dass, „wer behauptet, daß in einem deutschen KZ auch nur ein einziger Jude ‚vergast‘ wurde […] entweder ein Dummkopf oder ein Verbrecher“ sei. Mainzer Karnevalsvereinen schlug er vor, die Massenvernichtung der Juden in einer Büttenrede zu karikieren und als Narrengruß „Helaukost“ einzuführen. In Flugblättern bot der KDS 10.000 DM Belohnung für „jede einwandfrei nachgewiesene ‚Vergasung‘ in einer ‚Gas-Kammer‘ eines deutschen KZ’s“. 1978 ließ Schönborn in Frankfurt am Main und Nürnberg an Schulen, die nach Anne Frank benannt waren, Flugblätter verteilen, in denen er deren Tagebuch als Fälschung und „Produkt jüdischer antideutscher Greuelpropaganda“ bezeichnete, das „die Lüge von den sechs Millionen vergaster Juden“ stützen solle. In einem Prozess im März 1979 wurde er vom Landgericht Frankfurt vom Vorwurf der Volksverhetzung für den Fälschungsvorwurf freigesprochen, was zu heftigen Diskussionen führte. In einem Prozess im Februar 1979 war Schönborn für andere Holocaustleugnungen bereits zu einer fünfmonatigen Bewährungsstrafe verurteilt worden.

## Propaganda-Schriften
- Los von Amerika: Eine nationaldemokratische Analyse. Bierbaum, 1966
- Fest und sein Zeuge: der Fall Gräbe, ein Fall Fest. Bierbaum, 1974
- Soldaten verteidigen ihre Ehre. Bierbaum, 1974
- Unser Kampf gegen die größte Lüge der Weltgeschichte. Verlag für Volkstum und Zeitgeschichte, 1976
- Der Prozess gegen die „Zentralstelle“ in Ludwigsburg. Verlag für Volkstum und Zeitgeschichte, 1976